# A voce alta (miniserie televisiva)
A voce alta è una miniserie televisiva italiana prodotta nel 2006 da Rai Fiction e Kios Film per Rai 1.

## Descrizione
Questa fiction, diretta da Vincenzo Verdecchi, è ispirata ad una storia vera. Gli interpreti principali sono Ugo Dighero e Lorenza Indovina: Dighero interpreta Emanuele Cirinnà, nome di fantasia di un vero operaio siciliano che negli anni '80 trovò il coraggio di ribellarsi al dominio di Cosa nostra nei cantieri navali di Palermo; la Indovina interpreta Elena, moglie di Emanuele. La storia narrata inizia nell'anno 1982.

## Personaggi
- Ugo Dighero è Emanuele Cirinnà
- Lorenza Indovina è Elena Cirinnà
- Dino Abbrescia è Nicola Sapienza
- Yari Gugliucci è Lorenzo Cirinnà
- Simona Borioni è Filomena
- Antonio Serrano è Domenico Piutti
- Domenico Fortunato è Gabriele D'Anna
- Mario Opinato è Pietro
- Glauco Onorato è Raffaele Malato
- Giacinto Ferro è Salvatore Cirinnà
- Rosa Pianeta è Maria Cirinnà
- Gioele Dix è Costanzo Terzi
- Guia Jelo è Giuseppina
- Giuseppe Tumminello è Tosti

## Riconoscimenti
All'International Detective Film Festival di Mosca, Ugo Dighero ha vinto il titolo di "miglior attore protagonista" per il ruolo di Emanuele Cirinnà nella sezione "Serial Detective", nella quale la stessa fiction A voce alta ha ottenuto il titolo di "miglior film".
Premio "ANICA" per la colonna sonora al Festival di Salerno 2006.